# Tarred and Feathered
Tarred and Feathered è una canzone della band punk rock Inglese Dogs ed è presente nel loro album studio di debutto, Turn Against This Land. Pubblicata il 28 novembre 2005, è stato il quinto e ultimo singolo preso dall'album.

## Tracce
1. Tarred And Feathered – 3:22
2. Don't Ever Change – 3:46